# Santo Tomás (Kolumbien)
Santo Tomás ist eine Gemeinde (municipio) im Departamento Atlántico in Kolumbien.

## Geographie
Santo Tomás liegt in der Subregion Centro-Oriente in Atlántico auf einer Höhe von 8 m ü. NN, 23 km von Barranquilla entfernt und hat eine Jahresdurchschnittstemperatur von 28 °C. Die Ostgrenze der Gemeinde bildet der Río Magdalena. Die Gemeinde grenzt im Norden an Sabanagrande, im Süden an Palmar de Varela, im Westen an Polonuevo und Ponedera und im Osten an Sitionuevo im Departamento del Magdalena.

## Bevölkerung
Die Gemeinde Santo Tomás hat 32.960 Einwohner, von denen 31.137 im städtischen Teil (cabecera municipal) der Gemeinde leben (Stand: 2022).

## Geschichte
Es ist unklar, wann genau Santo Tomás gegründet wurde. Der Ort geht jedoch nicht auf eine indigene Siedlung zurück. Die Gründung erfolgte zwischen 1589 und 1681. Seit 1857 hat Santo Tomás den Status einer Gemeinde.

## Wirtschaft
Die wichtigsten Wirtschaftszweige von Repelón sind Tierhaltung und Fischerei.

## Söhne und Töchter der Stadt
- Luis Muriel (* 1991), Fußballspieler